# .net
Доменное имя .net является общим (gTLD) в системе доменных имён сети интернет. Имя происходит от слова «сеть» («network)», указывая на своё первоначальное назначение — регистрацию организаций, занятых сетевыми технологиями, таких как интернет-провайдеры и другие обслуживающие компании. Однако, поскольку никогда не существовало жёстких ограничений, в настоящее время домен является пространством имён общего назначения. Он по-прежнему популярен среди сетевых операторов и рассматривается в качестве альтернативы домену .com.

## История
Несмотря на то, что он не был упомянут в RFC 920, .net является одним из первых доменов верхнего уровня (пять других: .com, .edu, .gov, .mil и .org), созданных в январе 1985 года. В 2011 году он являлся самым популярным доменом верхнего уровня после .com и .de.
Компания Verisign, ставшая оператором домена .net после приобретения Network Solutions, выполняла операции по контракту, срок действия которого истёк 30 июня 2005 года. Корпорация Интернета по распределению адресов и номеров (ICANN) выслушала предложения от организаций в отношении управления доменом по истечении срока контракта. Компания Verisign вновь смогла получить контракт и сохранила контроль над регистрацией в домене .net на последующие шесть лет. 30 июня 2011 года контракт с компанией Verisign был автоматически продлён ещё на шесть лет. Это было связано с резолюцией, принятой советом директоров ICANN, в которой говорится об автоматическом продлении при соответствии Verisign определённым требованиям ICANN.
Регистрация обрабатывается через аккредитованных регистраторов. Также поддерживаются интернационализированные доменные имена.

## Список самых старых доменов
Ниже приведён список первых зарегистрированных доменов:
| Место | Дата регистрации | Доменное имя | Зарегистрирован для |
| ----- | ---------------- | ------------ | ------------------- |
| 0.    | 1 января 1985    | net          | DARPA               |
| 1.    | 1 января 1985    | nordu.net    | NORDUnet            |
| 2.    | 5 ноября 1986    | nsf.net      | NSFNET              |
| 3.    | 20 мая 1987      | uu.net       | UUNET               |
| 4.    | 21 июля 1987     | sesqui.net   | SesquiNet           |